# Claude Mellan
Claude Mellan (Abbeville, Picardia, 23 de maig de 1598 - París, 9 de març de 1688) fou un pintor i gravador francès.
Mellan fou deixeble de Bouet, i en les seves primeres obres imità l'estil del gravador Lasne. Es traslladà a Roma quan només contava setze anys, canviant completament la tècnica de les seves obres originals i molt apreciades pels col·leccionistes. La seva estada a Roma fou dels anys 1624-1636.

## Galeria de retrats de Mellan

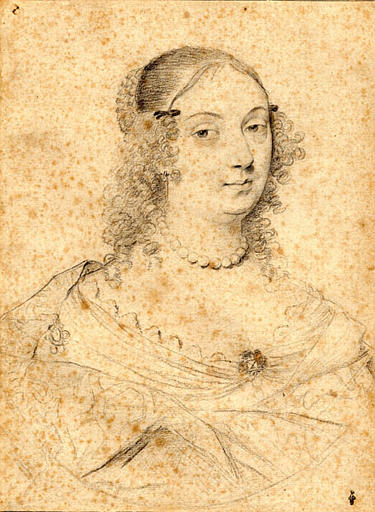
Ludwika Gonzaga Mellan
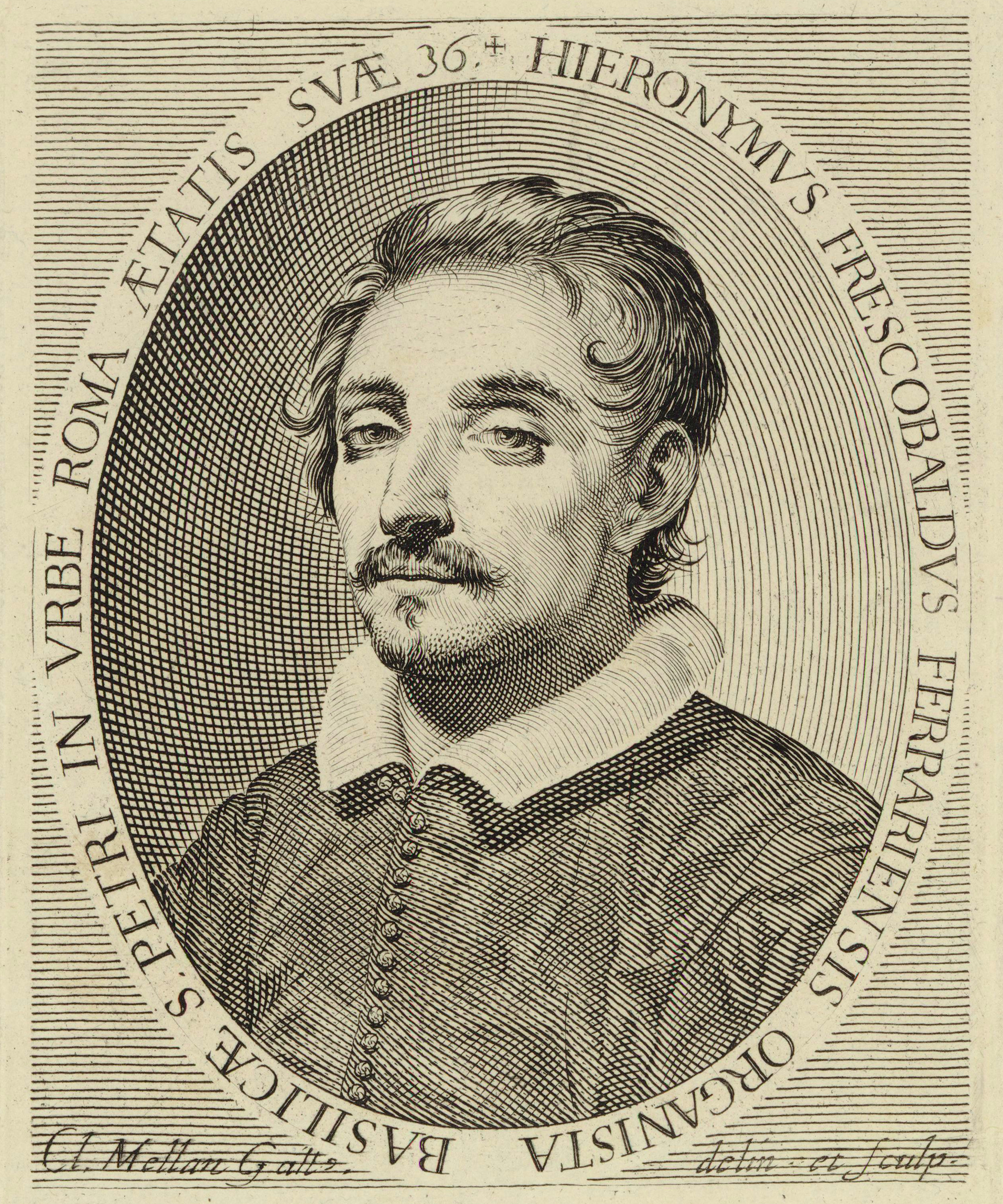
Girolamo Frescobaldi (1619)
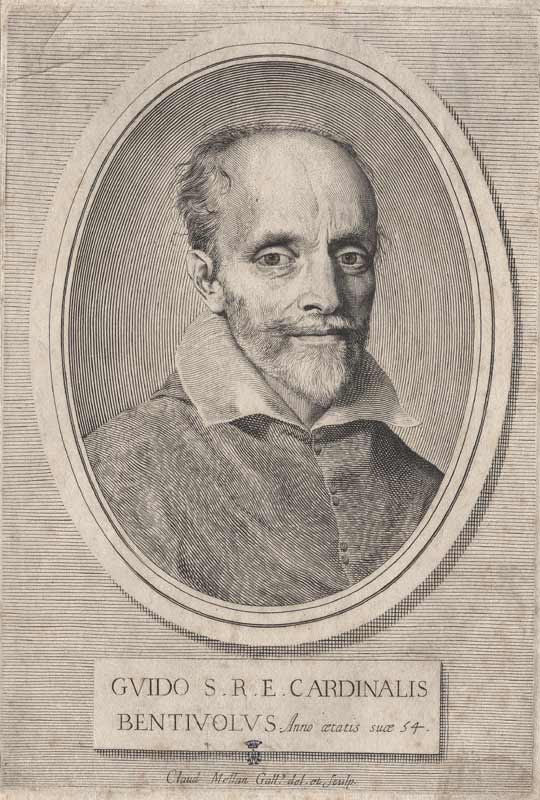
Cardenal Guido Bentivoglio
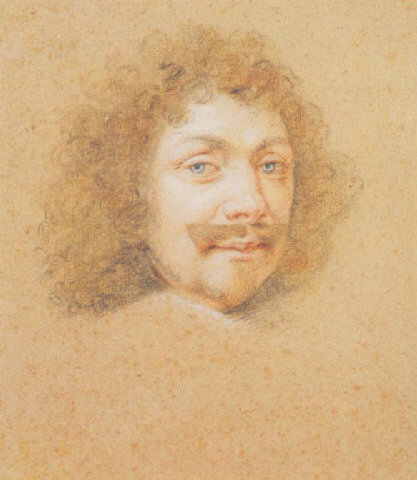
Henri Louis de Montmor